# Israel ba-Aliyà
Israel ba-Aliyà (en hebreu: ישראל בעלייה) (en català: Israel i Aliyà) va ser un partit polític d'Israel creat el 1996 i que es va fusionar amb el Likkud el 2003. Fou creat per a representar els interessos dels immigrants russos per l'ex refusenik Natan Xaranski. Inicialment era un partit de centre, però es va acostar a la dreta cap al final de la seva existència.

## Història
El partit va ser creat el 1996 per Xaranski, la imatge personal del qual com a vell lluitador idealista represaliat estava destinada a ser el catalitzador d'una revolució dels immigrants a la política israeliana. Fou escollit com a nom del partit Israel ba-Aliyà perquè denota la seva identificació amb la immigració (Aliyà és el mot hebrea per a la immigració a Israel), així com el significat literal "Israel amunt".
Amb un altre exdissident soviètic Yuli-Yoel Edelstein com a fundador, van optar per un lema que indica que el seu partit polític és diferent: els seus dirigents van anar abans a la presó i només després participaren en política.
A la seva primera prova electoral, a les eleccions legislatives d'Israel de 1996, el partit va obtenir el 5,7% dels vots i 7 escons, convertint-se en el sisè partit més gran a la Kenésset. Es va unir al govern de Likkud presidit per Binyamín Netanyahu, i van obtenir dos càrrecs ministerials; Xaranski va ser nomenat Ministre d'Indústria i Comerç, Edelstein es va convertir al mateix temps en Ministre d'Absorció d'Immigrants.
El 23 de febrer de 1999, poc abans de les eleccions de 1999 a la Kenésset, Michael Nudelman i Yuri Stern va deixar el partit per formar Aliyah que més tard va entrar en una aliança amb una altra partit d'immigrants russos, Israel Beitenu. El partit va veure reduïda la seva representació a sis escons, la cinquena facció més gran a la Kenésset. Es va unir al govern de Israel Ahat d'Ehud Barak i va rebre una cartera ministerial (Xaranski com a Ministre de l'Interior) i un càrrec ministerial adjunt (Marina Solodkin com a viceministre d'Absorció d'Immigrants). El 20 de juliol de 1999, poc després de les eleccions, els membres de l'ala esquerra del partit Roman Bronfman i Alexander Tzinker abandonaren el partit i van formar la facció Opció Democràtica. Israel ba-Aliyà va deixar el govern l'11 de juliol de 2000 a resposta als suggeriments que les negociacions de Barak amb els palestins provocarien una divisió de Jerusalem.
Després de l'elecció d'Ariel Xaron com a primer ministre d'Israel el 2001, el partit es va unir al nou govern i va rebre un càrrec ministerial (Xaranski com a Ministre d'Habitatge i Construcció) i un càrrec subordinat (Edelstein com el Ministre Adjunt d'Absorció d'Immigrants). A més, Xaransky va ser nomenat viceprimer ministre.
Les eleccions legislatives d'Israel de 2003 el van reduir a dos diputats, però el partit es va unir de nou al nou govern. Xaransky va dimitir de la Kenésset i fou substituït per Edelstein, tanmateix seguia sent el president del partit, i va decidir fusionar-se amb el Likkud (que havia guanyat les eleccions amb 38 escons), cosa que es va fer efectiva el 10 de març de 2003 i Xaransky va ser nomenat Ministre d'Afers de Jerusalem, mentre que Solodkin va ser nomenat Sotssecretari del Ministeri d'Absorció d'Immigrants.

## Resultats electorals
| Any  | Líder           | Vots    | %          | Escons  | +/– | Govern   |
| ---- | --------------- | ------- | ---------- | ------- | --- | -------- |
| 1996 | Natan Sharansky | 174,994 | 5.73 (#6)  | 7 / 120 | Nou | Coalició |
| 1999 | Natan Sharansky | 171,705 | 5.19 (#5)  | 6 / 120 | 1   | Coalició |
| 2003 | Natan Sharansky | 67,719  | 2.15 (#12) | 2 / 120 | 4   | Oposició |